# 中国共产党第五届中央委员会委员列表
中国共产党第五届中央委员会，是1927年5月由中国共产党第五次全国代表大会选举产生的中国共产党中央委员会。其任期至1928年7月。

## 委员名单
大会共选举出31名中央委员：
陈独秀、李维汉、瞿秋白、蔡和森、李立三、邓中夏、苏兆征、项英、向忠发、张国焘（1927年5月-11月）、罗亦农（1927年5月-1928年4月）、赵世炎（1927年5月-7月）、张太雷（1927年5月-12月）、陈延年（1927年5月-7月）、谭平山（1927年5月-11月）、周恩来、刘少奇、任弼时、恽代英、彭湃、夏曦、贺昌、易礼容（1927年5月-1928年 3月）、彭述之（1927年5月-1928年4月）、杨之华（女）、罗珠、罗章龙、李涤生、顾顺章、杨其珊、陈乔年（1927年5月-1928年5月）
| 陈独秀 | 李维汉 | 瞿秋白 | 蔡和森 | 李立三 | 邓中夏 | 苏兆征 | 项英   | 向忠发 | 张国焘 |
| 罗亦农 | 赵世炎 | 张太雷 | 陈延年 | 谭平山 | 周恩来 | 刘少奇 | 任弼时 | 恽代英 | 彭湃   |
| 夏曦   | 贺昌   | 易礼容 | 彭述之 | 杨之华 | 罗珠   | 罗章龙 | 李涤生 | 顾顺章 | 杨其珊 |
| 陈乔年 |        |        |        |        |        |        |        |        |        |

## 增补委员
- 1927年8月：彭公达（1927年8月-11月）
- 1928年5月：罗登贤（1928年5月-7月）